# Live from Brixton and Beyond
Live from Brixton and Beyond é o primeiro álbum ao vivo da banda inglesa de rock Asking Alexandria. O álbum foi anunciado em 17 de novembro e lançado em 15 de dezembro de 2014.

## Conteúdo do DVD
Disco 1
| Ao vivo em O2 Academy Brixton |                                                                            |         |  |
| N.º                           | Título                                                                     | Duração |  |
| 1.                            | "Welcome"                                                                  |         |  |
| 2.                            | "Closure"                                                                  |         |  |
| 3.                            | "A Lesson Never Learned"                                                   |         |  |
| 4.                            | "Breathless"                                                               |         |  |
| 5.                            | "Not the American Average"                                                 |         |  |
| 6.                            | "A Prophecy"                                                               |         |  |
| 7.                            | "If You Can't Ride Two Horses at Once... You Should Get Out of the Circus" |         |  |
| 8.                            | "Dedication"                                                               |         |  |
| 9.                            | "Someone, Somewhere"                                                       |         |  |
| 10.                           | "Another Bottle Down"                                                      |         |  |
| 11.                           | "Reckless & Relentless"                                                    |         |  |
| 12.                           | "To the Stage"                                                             |         |  |
| 13.                           | "Dear Insanity"                                                            |         |  |
| 14.                           | "Run Free"                                                                 |         |  |
| 15.                           | "Morte et Dabo"                                                            |         |  |
| 16.                           | "Alerion"                                                                  |         |  |
| 17.                           | "The Final Episode (Let's Change the Channel)"                             |         |  |